# CHL Defenceman of the Year

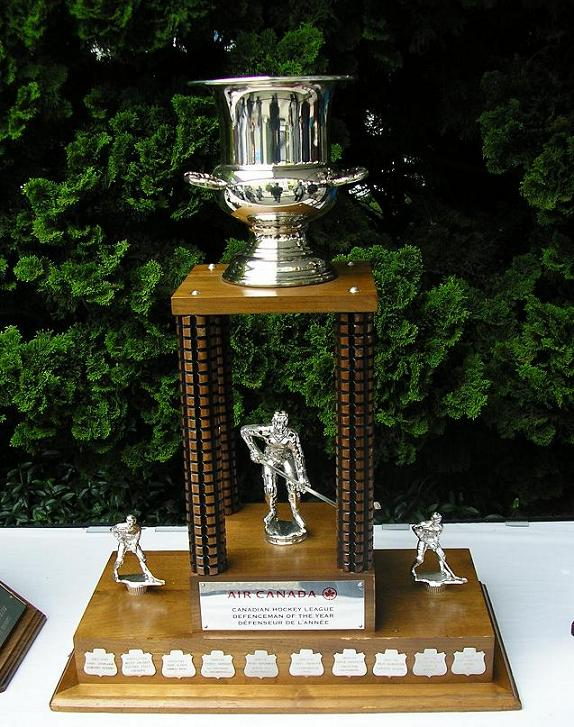
Trofej Defenceman of the Year

CHL Defenceman of the Year je každoročně udělované hokejové ocenění nejlepšímu obránci, působícímu v některé z lig, které zastřešuje Canadian Hockey League.

## Držitelé CHL Defenceman of the Year
| Sezóna  | Hráč                                      | Tým                                       | Liga                                      |
| ------- | ----------------------------------------- | ----------------------------------------- | ----------------------------------------- |
| 2022/23 | Olen Zellweger                            | Kamloops Blazers                          | WHL                                       |
| 2021/22 | Nathan Staios                             | Hamilton Bulldogs                         | OHL                                       |
| 2020/21 | trofej neudělena kvůli pandemii covidu-19 | trofej neudělena kvůli pandemii covidu-19 | trofej neudělena kvůli pandemii covidu-19 |
| 2019/20 | Noel Hoefenmayer                          | Ottawa 67's                               | OHL                                       |
| 2018/19 | Ty Smith                                  | Spokane Chiefs                            | WHL                                       |
| 2017/18 | Nicolas Hague                             | Mississauga Steelheads                    | OHL                                       |
| 2016/17 | Thomas Chabot                             | Saint John Sea Dogs                       | QMJHL                                     |
| 2015/16 | Ivan Provorov                             | Brandon Wheat Kings                       | WHL                                       |
| 2014/15 | Anthony DeAngelo                          | Sarnia Sting/Sault Ste. Marie Greyhounds  | OHL                                       |
| 2013/14 | Derrick Pouliot                           | Portland Winterhawks                      | WHL                                       |
| 2012/13 | Ryan Sproul                               | Sault Ste. Marie Greyhounds               | OHL                                       |
| 2011/12 | Dougie Hamilton                           | Niagara IceDogs                           | OHL                                       |
| 2010/11 | Ryan Ellis                                | Windsor Spitfires                         | OHL                                       |
| 2009/10 | David Savard                              | Moncton Wildcats                          | QMJHL                                     |
| 2008/09 | Jonathon Blum                             | Vancouver Giants                          | WHL                                       |
| 2007/08 | Karl Alzner                               | Calgary Hitmen                            | WHL                                       |
| 2006/07 | Kris Russell                              | Medicine Hat Tigers                       | WHL                                       |
| 2005/06 | Keith Yandle                              | Moncton Wildcats                          | QMJHL                                     |
| 2004/05 | Danny Syvret                              | London Knights                            | OHL                                       |
| 2003/04 | James Wisniewski                          | Plymouth Whalers                          | OHL                                       |
| 2002/03 | Brendan Bell                              | Ottawa 67’s                               | OHL                                       |
| 2001/02 | Dan Hamhuis                               | Prince George Cougars                     | WHL                                       |
| 2000/01 | Marc-André Bergeron                       | Shawinigan Cataractes                     | QMJHL                                     |
| 1999/00 | Micki DuPont                              | Kamloops Blazers                          | WHL                                       |
| 1998/99 | Brad Stuart                               | Calgary Hitmen                            | WHL                                       |
| 1997/98 | Derrick Walser                            | Rimouski Océanic                          | QMJHL                                     |
| 1996/97 | Sean Blanchard                            | Ottawa 67’s                               | OHL                                       |
| 1995/96 | Bryan Berard                              | Detroit Junior Red Wings                  | OHL                                       |
| 1994/95 | Nolan Baumgartner                         | Kamloops Blazers                          | WHL                                       |
| 1993/94 | Steve Gosselin                            | Chicoutimi Saguenéens                     | QMJHL                                     |
| 1992/93 | Chris Pronger                             | Peterborough Petes                        | OHL                                       |
| 1991/92 | Drake Berehowsky                          | North Bay Centennials                     | OHL                                       |
| 1990/91 | Patrice Brisebois                         | Drummondville Voltigeurs                  | QMJHL                                     |
| 1989/90 | John Slaney                               | Cornwall Royals                           | OHL                                       |
| 1988/89 | Bryan Fogarty                             | Niagara Falls Thunder                     | OHL                                       |
| 1987/88 | Greg Hawgood                              | Kamloops Blazers                          | WHL                                       |